# Edward S. Curtis

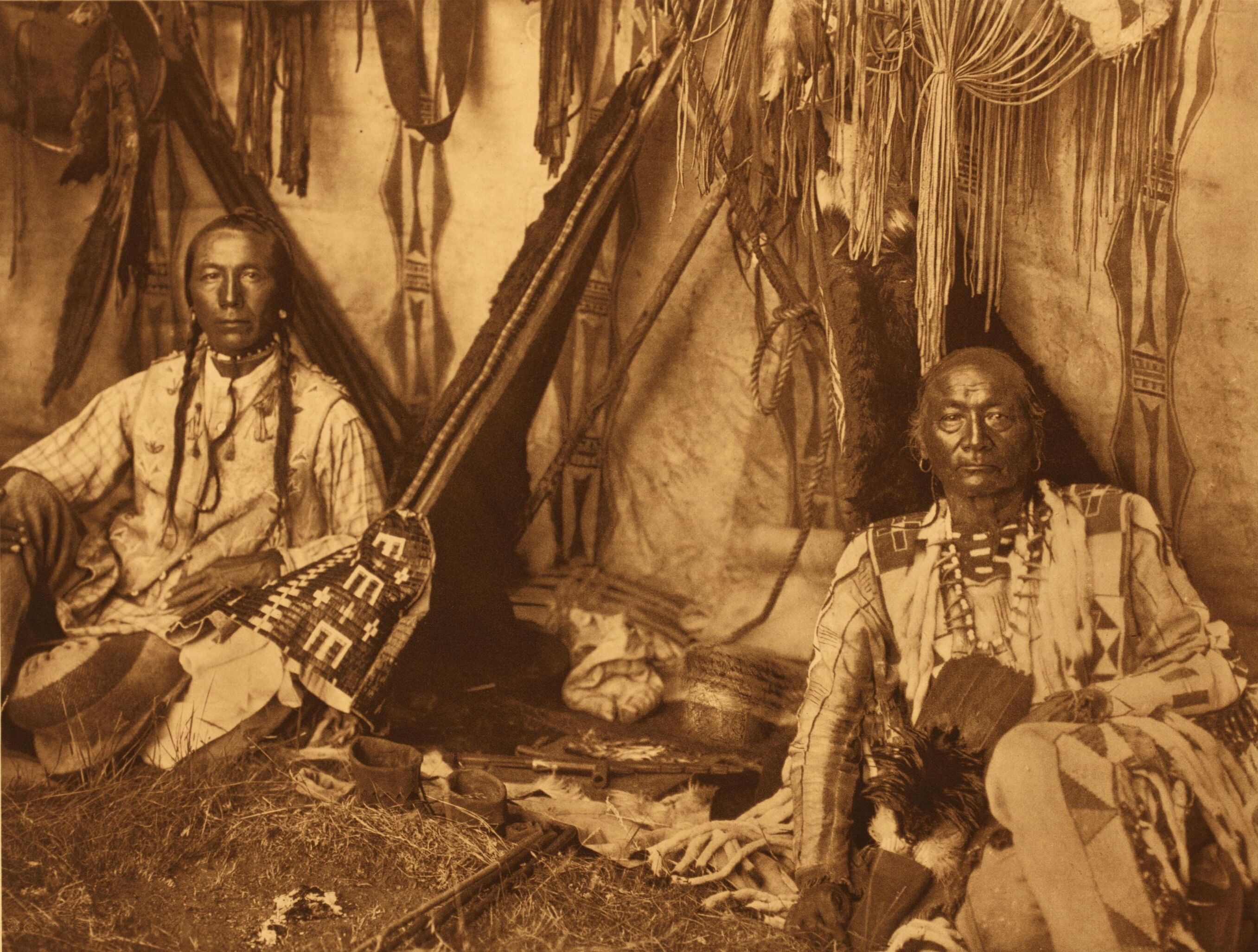
Little Plum (t.h.) med sonen Yellow Kidney, Cheyenneindianer. Cirka 1910, retuscherad.

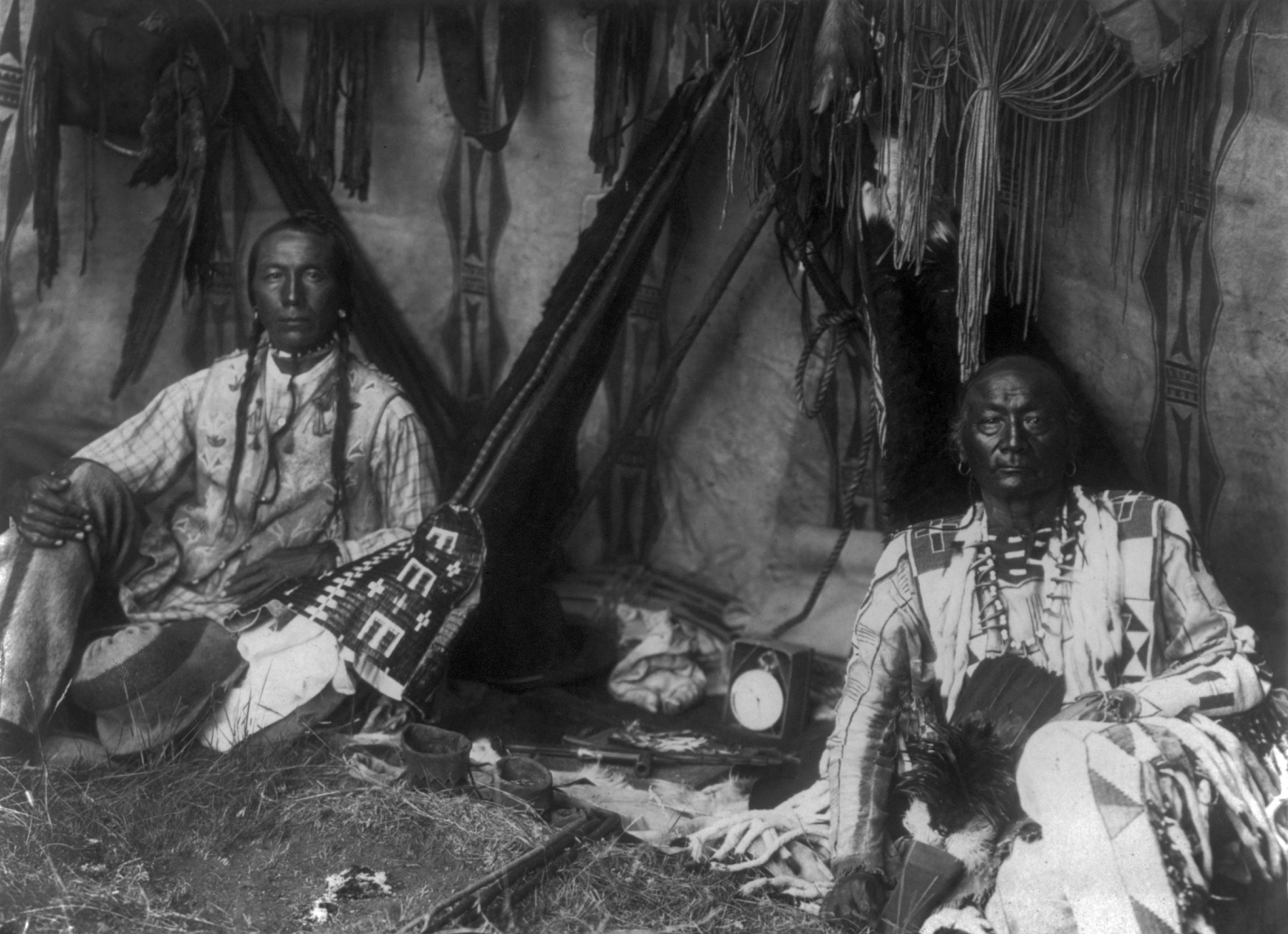
Originalet till fotot ovan, vi ser här en klocka på marken mellan far och son. Klockan har Curtis retuscherat bort i det publicerade fotografiet.

Edward Sheriff Curtis, född 16 februari 1868, död 19 oktober 1952, var en amerikansk fotograf, främst känd för sina porträtt av USA:s ursprungsbefolkning.

## Biografi
Curtis föddes i delstaten Wisconsin i norra USA som andre son till predikanten Johnson Curtis och dennes hustru Ellen Sheriff Curtis. Curtis började i unga år som lärling hos en fotograf. Efter att familjen flyttat till delstaten Washington, blev han 1892 delägare i en fotoateljé i Seattle. Samma år gifte han sig, och både hans egen och hans hustrus familj kom att arbeta inom hans affärsverksamhet.
Vid mitten av 1890-talet hade han blivit Seattles ledande societetsfotograf och var känd i hela landet för sina porträttfotografier.
1900 bestämde sig Curtis för att dokumentera de nordamerikanska indianerna, deras sätt att leva, deras muntliga berättelser, hövdingars levnadshistoria och de indianska språken. Han lyckades få stöd till projektet av bland annat industrimagnaten J.P. Morgan och president Theodore Roosevelt. Curtis kom att med vissa avbrott ägna sig åt projektet i trettio år. Han besökte indianska stammar från den mexikanska gränsen i syd till Berings hav i norr, från Mississippi i öst till Stilla havskusten i väst.
1907 utkom första boken i serien The North American Indian och 1914 presenterade han en dokumentärfilm, In the Land of the Headhunters, om indianerna på nordvästkusten.
Efter att Curtis och hans fru skilt sig 1919, flyttde han med sin dotter till Los Angeles, där han delvis kom att arbeta som stillbilds- och filmfotograf i Hollywood. Samtidigt fortsatte han med sitt projekt om Nordamerikas indianer. På 1920-talet gjorde han en resa till Arktis för att dokumentera indianerna och eskimåerna i nordligaste norr.
1930 utkom den tjugonde och sista volymen av The North American Indian.
1952 avled Edwars S. Curtis i en hjärtattack i Los Angeles.

## Fotografier

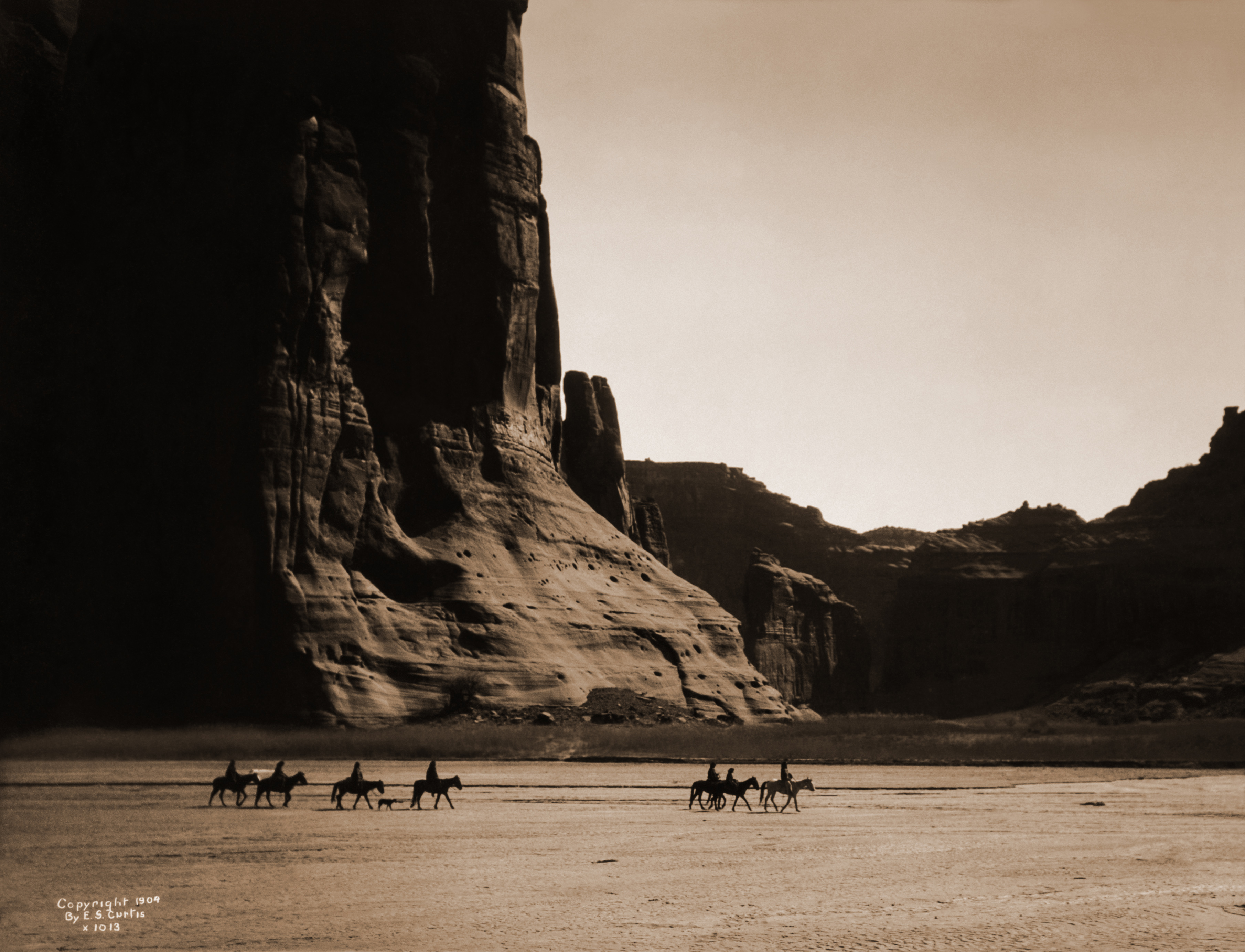
Canyon de Chelly, Navajoindianer.
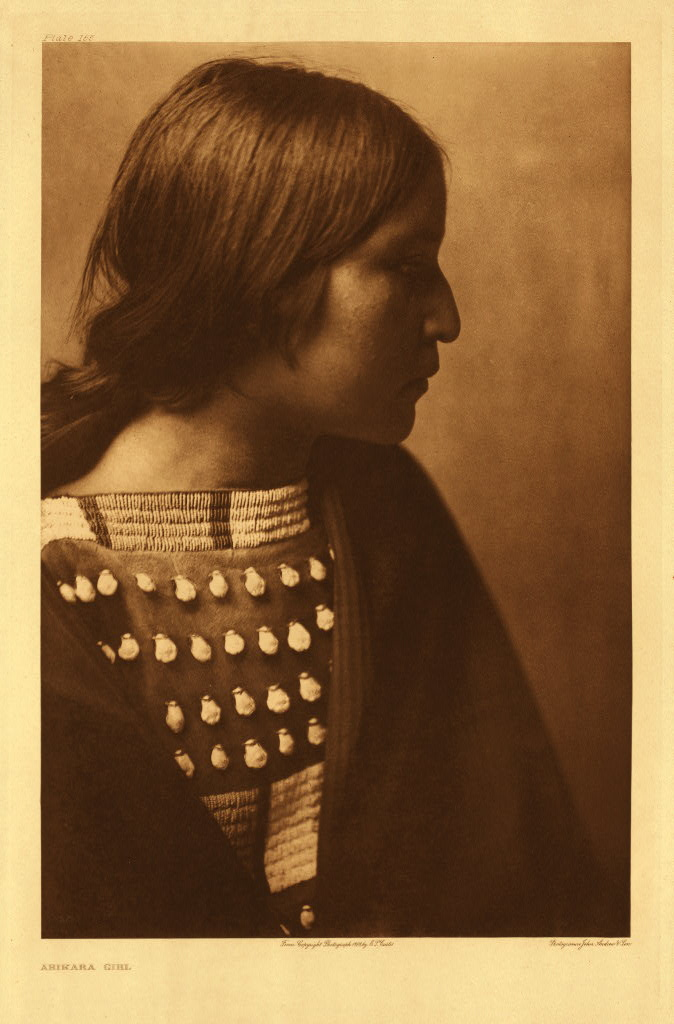
Arikaraflicka, 1909.
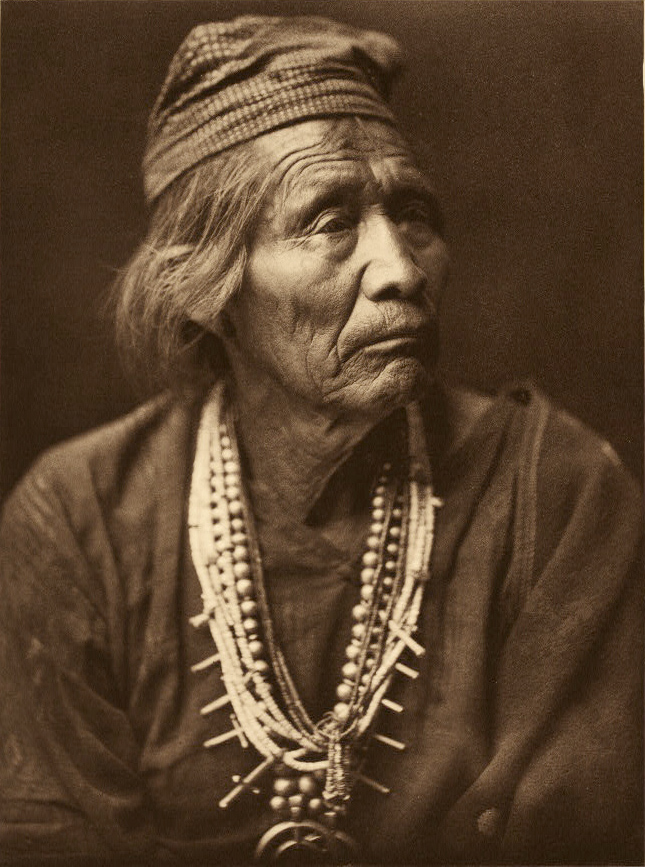
Medicinman från Navajostammen, 1904.
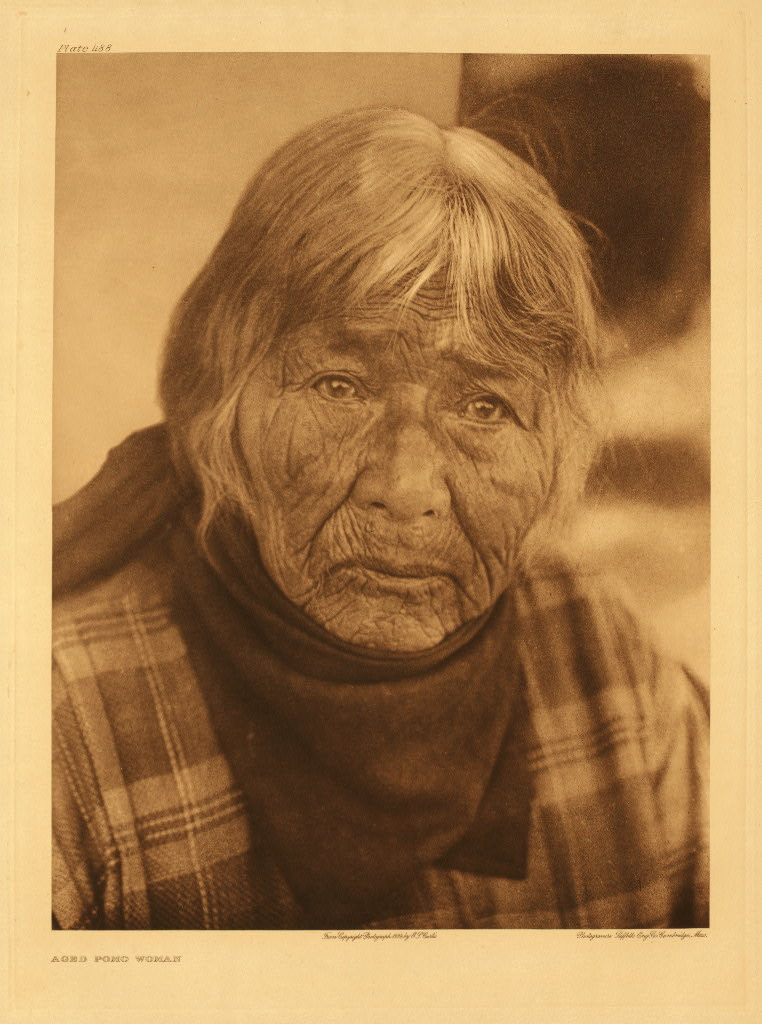
Kvinna från Pomostammen,
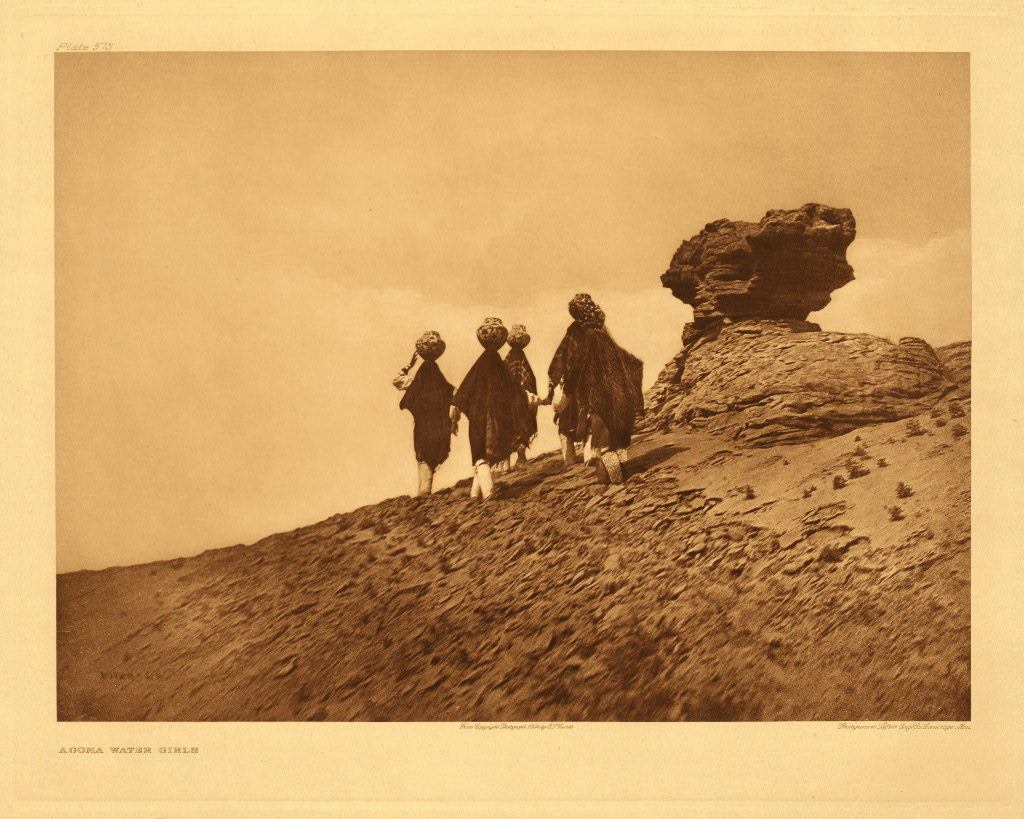
Acomaflickor som bär vatten, 1926.
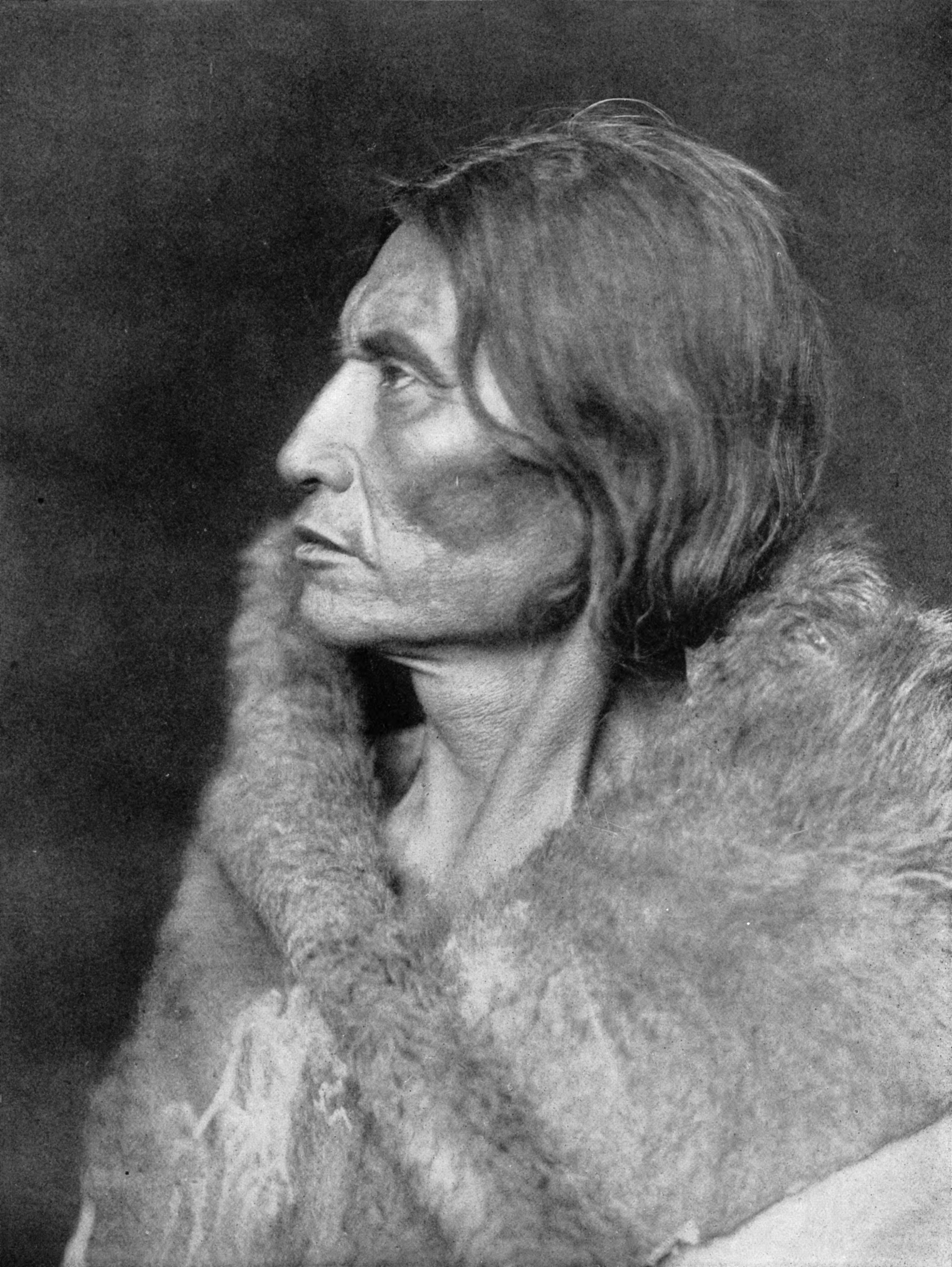
Man från Hualapaistammen, 1908
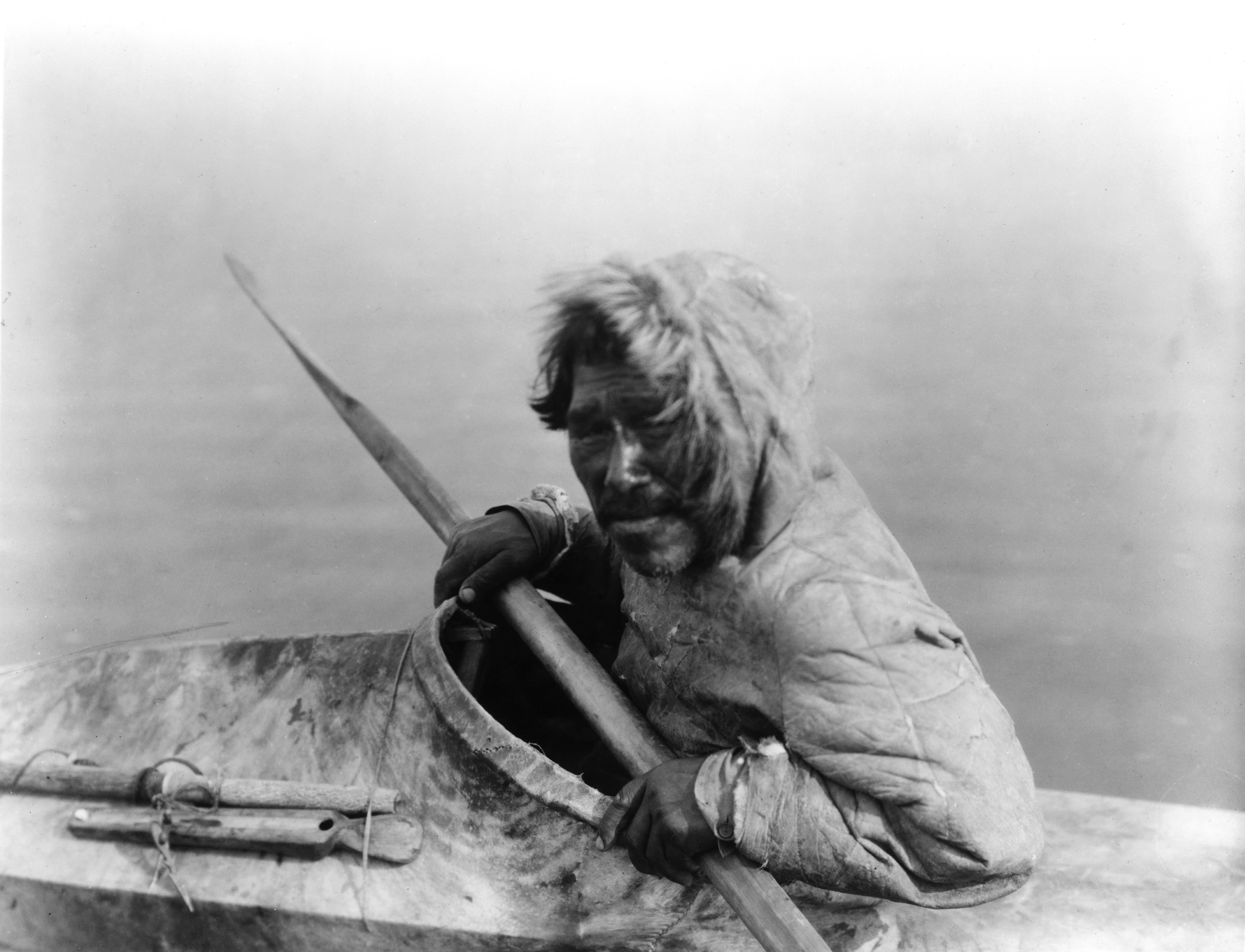
Inuit från Noatak, Alaska. Cirka 1928.
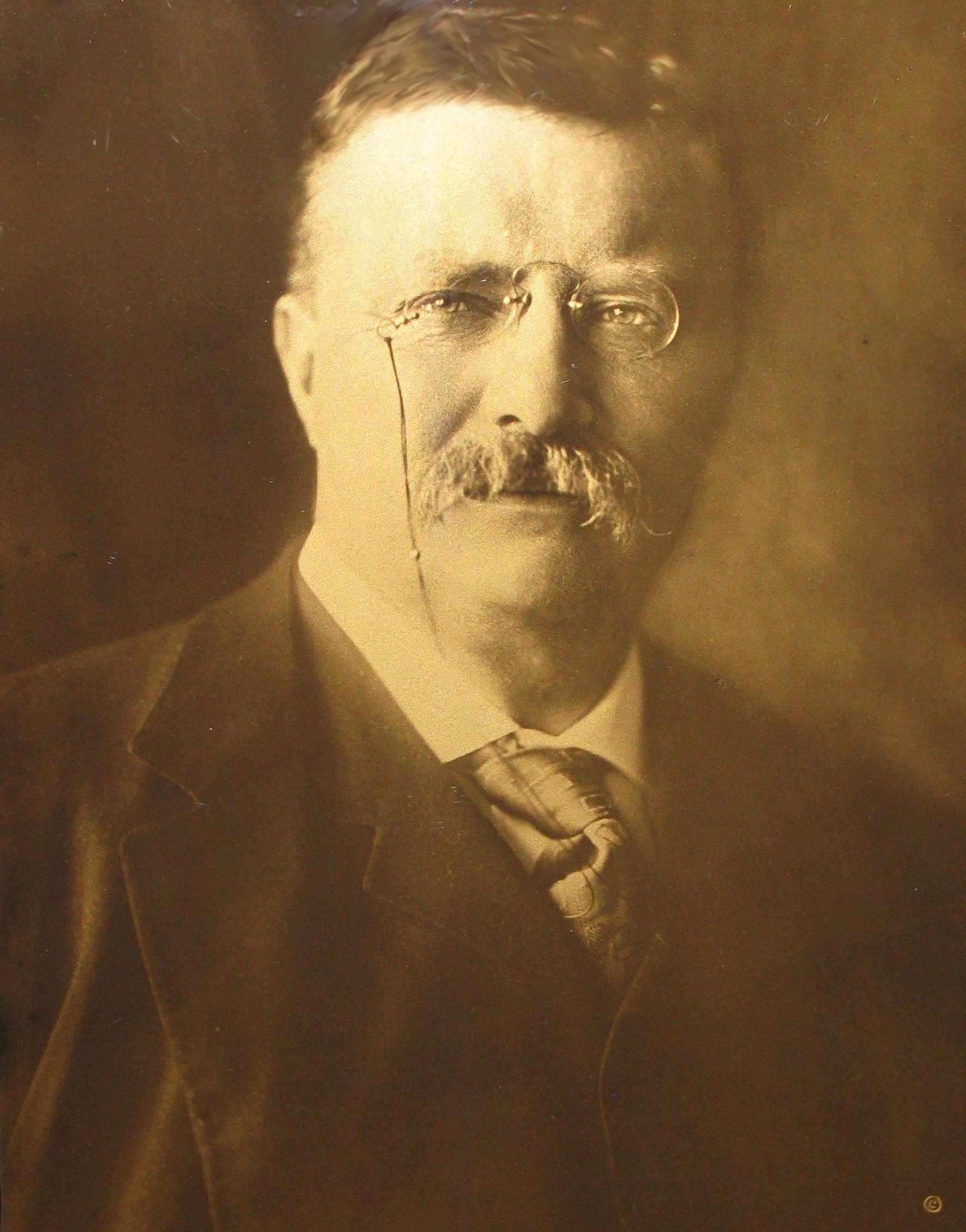
President Theodore Roosevelt, 1904.